# 马岛棕亚族
马岛棕亚族（学名：Dypsidinae）又名散尾葵亚族，是棕榈目棕榈科的一个演化支，包含4个属。

## 分类
本亚族归类于槟榔亚科槟榔族，4个属如下：
- 马岛棕属 Dypsis
- 红叶狐猴椰属 Lemurophoenix
- 玛瑙椰属 Marojejya
- 梅索拉椰属 Masoala